# ごきげん!ミコちゃん
『ごきげん!ミコちゃん』は、しのらさとしによる日本の漫画作品。

## ストーリー
ミコは少し変わった女の子。神道の巫女として不思議な力を使えたり、非日常的な出来事に巻き込まれたりする日々を描いている。様々な事件の末に、ミコは「死」と対決することとなる。

## 作品解説
1991年から『アップルミステリー』（宙出版）で連載された作品（ただし、初回は読み切り）。基本的に作者が得意とするブラックユーモア溢れる日常系ホラーであるが、陰惨なだけの作品ではない。単行本は『ごきげん!ミコちゃん』『ミコちゃんはごきげんななめ!』の二冊が出ているが、連載タイトルはあくまで「ごきげん!ミコちゃん」である。また、続編として中学生となったミコ達を描く『もっと!ごきげんミコちゃん』が1995年から『アップルミステリー』で連載されたが、そちらは単行本未刊行である。
主人公ミコを筆頭に登場キャラクターの名前の多くはプレイ・バイ・メール（PBM）の参加キャラクターから取られている。ただ、これは作者の癖であるらしく、作者の別作品の登場人物にもPBMのキャラクター名が付けられている場合が多い。

## 主要キャラクター
蕗綱ミコ（ふきつな ミコ）
主人公。皆からは変わった子と言われている。社家（家業が神社）の娘で普段は常に巫女装束姿。黒髪、左目下の泣きぼくろが外見的特徴。初回登場時は丘の上小学校の3年生。
肩書き好きでクラス委員会の副議長を務める。神道以外の宗教を邪教と言い切り、（自分が非キリスト教徒なので）プレゼントが貰えないサンタクロースを倒すため、クリスマス撲滅委員会を立ち上げた時もある。
御幣を持ち祝詞を唱えることで陰陽道的な様々な術法が使える。また、空蝉の術や、ビルをも跳躍する忍者並みの身体能力も兼ね備えるが、十字架を突きつけられるとじんましんが出る弱点を持つ。
素振 満（すぶり みつる）
ミコの同級生で寺の息子。眼鏡に剃髪。墨衣を着た小坊主姿。基本的にはヘタレな性格で、よくミコに突っ込まれる。
しいなちゃん
ミコの同級生。フルネームは「浦山しいな」（うらやま しいな）。ぬぼーとした容姿の女の子。言葉が上手く喋れず、悪い言霊を呼び出してしまう。美人の妹がいる。
小佐田真理（おさだ まり）
ミコの学級担任。若い女教師。単身赴任している恋人と長距離恋愛中。
堀 安奈（ほり あんな）
ミコの同級生。アメリカから来た日米ハーフの女の子。牧師の娘でミコのライバル的存在になる。
ミコのお父さん
蕗綱家の家長で神主。
ミコのお母さん
巫女。ミコと同じく左目の下に泣きぼくろを持ち、普段は巫女装束に割烹着姿。優しいが少し見栄っ張りな性格。

## 登場メカニック
三菱F-1
航空自衛隊の支援戦闘機。梨里一佐の愛機。スクランブルしたが、死んだはずの鷹月のフー・ファイターと遭遇して面食らう。
F-15DJ
航空自衛隊の制空戦闘機。鷹月三佐の幽霊が生み出した幽霊戦闘機。レーダーに映らない。ミコが召喚した高射砲で撃墜された。
三菱・パジェロ
蕗綱家の自家用車。自宅から結婚式場への往復に使用された。
S&W M36
安奈の母が自殺に使った回転式拳銃。2吋モデル。

## サブタイトル
『ごきげん!ミコちゃん』
「正義は必ず勝つ！の巻」
- 特撮メタルヒーロー物のパロディ。自称、正義の味方に悪（と決めつけられたいじめっ子ら）が虐殺される。

「ミコちゃん登校するの巻」
- 連載初回。ミコ達が登校中にランドセルへ閉じ込められる。

「眠ったら死ぬぞ！の巻」
- 庚申塔の破壊によって三尸が悪人に天罰を下す。

「哀しみがめいっぱいの巻」
- しいなちゃん登場編。よんよんよんよんが大量発生。

「こんこんこんこん！の巻」
- 狐憑き話。生霊によるドッペルゲンガーが主犯と思われていたが？

「パパがサンタクロースの巻」
- クリスマス話。ジングルの音に乗ってゾンビパパがやってくる。

「風邪は天下の回りものの巻」
- 真理先生の恋愛話。バレンタインエピソードもあり。

「情け無用！ファイア!!の巻」
- 不倫を絡めた戦闘機パイロットの話。幽霊戦闘機による空中戦。

『ミコちゃんはごきげんななめ!』
「OH！ MY GOD!!の巻」
- アメリカから安奈が転校して来た。ミコに匹敵する能力を持つ天敵になると思われたが・・・。

「ミコちゃんはごきげんななめ！の巻」
- 遠足話。怪奇要素はない心理描写劇。ミコの内面が描かれる。

「地球はひとつ!!の巻」
- 地球環境に対する自然の復讐。

「星に願いを!!の巻」
- UFOと宇宙人の話。ヘタレでない素振君が見られる唯一の話（？）。

「Bye Bye C-Boyの巻」
- 修験者でミコのおじさんである琢磨登場。結婚式とそれにまつわる呪い話。

「みんな死ぬ!!の巻［前編］」
- 珍しい前後編。荼枳尼天によって死が振りまかれ、それを目にした安奈は自ら命を絶つ。

「みんな死ぬ!!の巻［後編］」
- ミコにより荼枳尼の使いとなった安奈が追い払われる。しかし、この事件の本当の結末は、数年後『もっと!ごきげんミコちゃん』最終回まで持ち越されることとなる。

## 単行本
- しのらさとし 『ごきげん!ミコちゃん』主婦と生活社 〈ミッシィコミックス〉

1992年7月25日初版発行 ISBN 4-391-91401-8
- しのらさとし 『ミコちゃんはごきげんななめ!』主婦と生活社 〈ミッシィコミックス〉

1993年2月10日初版発行 ISBN 4-391-91424-7